# Josh Ruffels
Joshua Andrew Bernard Ruffels, noto semplicemente come Josh Ruffels (Oxford, 23 ottobre 1993), è un calciatore inglese, difensore o centrocampista dell'Huddersfield Town.

## Carriera
Cresciuto nel settore giovanile del Coventry City, ha esordito in prima squadra il 16 agosto 2011, nella partita di campionato persa per 2-1 contro il Crystal Palace. Dopo un lunghissimo infortunio, che lo costringe a saltare l'intera stagione, il 15 maggio 2013 viene svincolato dagli Sky Blues, venendo quindi firmato dall'Oxford United, squadra della sua città natale. Il 17 aprile 2014 firma un quadriennale con i gialloblù; in seguito rinnova fino al 2020, con opzione annuale, con gli U's, imponendosi definitivamente come titolare nel ruolo. In scadenza di contratto, il 10 giugno 2021 lascia l'Oxford United, venendo tesserato con un biennale dall'Huddersfield Town. Il 4 luglio 2023 prolunga con i Terriers fino al 2025.

## Statistiche

### Presenze e reti nei club
Statistiche aggiornate al 27 novembre 2023.
| Stagione                 | Squadra                  | Campionato               | Campionato | Campionato | Coppe nazionali | Coppe nazionali | Coppe nazionali | Coppe continentali | Coppe continentali | Coppe continentali | Altre coppe | Altre coppe | Altre coppe | Totale | Totale |
| Stagione                 | Squadra                  | Comp                     | Pres       | Reti       | Comp            | Pres            | Reti            | Comp               | Pres               | Reti               | Comp        | Pres        | Reti        | Pres   | Reti   |
| ------------------------ | ------------------------ | ------------------------ | ---------- | ---------- | --------------- | --------------- | --------------- | ------------------ | ------------------ | ------------------ | ----------- | ----------- | ----------- | ------ | ------ |
| 2011-2012                | Coventry City            | FLC                      | 1          | 0          | FACup+CdL       | 1+0             | 0               | -                  | -                  | -                  | -           | -           | -           | 2      | 0      |
| 2013-2014                | Oxford Utd               | FL2                      | 29         | 1          | FACup+CdL       | 5+0             | 0               | -                  | -                  | -                  | EFLT        | 1           | 0           | 35     | 1      |
| 2014-2015                | Oxford Utd               | FL2                      | 33         | 0          | FACup+CdL       | 1+2             | 0               | -                  | -                  | -                  | EFLT        | 1           | 0           | 37     | 0      |
| 2015-2016                | Oxford Utd               | FL2                      | 16         | 0          | FACup+CdL       | 1+2             | 0               | -                  | -                  | -                  | EFLT        | 3           | 0           | 22     | 0      |
| 2016-2017                | Oxford Utd               | FL1                      | 20         | 2          | FACup+CdL       | 3+1             | 1+0             | -                  | -                  | -                  | EFLT        | 6           | 0           | 30     | 3      |
| 2017-2018                | Oxford Utd               | FL1                      | 38         | 5          | FACup+CdL       | 1+1             | 0               | -                  | -                  | -                  | EFLT        | 5           | 0           | 45     | 5      |
| 2018-2019                | Oxford Utd               | FL1                      | 44         | 4          | FACup+CdL       | 3+2             | 0               | -                  | -                  | -                  | EFLT        | 3           | 0           | 52     | 4      |
| 2019-2020                | Oxford Utd               | FL1                      | 35+3       | 3          | FACup+CdL       | 4+4             | 0               | -                  | -                  | -                  | EFLT        | 2           | 0           | 48     | 3      |
| 2020-2021                | Oxford Utd               | FL1                      | 42+2       | 2          | FACup+CdL       | 1+1             | 1+0             | -                  | -                  | -                  | EFLT        | 2           | 0           | 48     | 3      |
| Totale Oxford United     | Totale Oxford United     | Totale Oxford United     | 257+5      | 21         |                 | 32              | 2               |                    | -                  | -                  |             | 23          | 0           | 317    | 23     |
| 2021-2022                | Huddersfield Town        | FLC                      | 8          | 0          | FACup+CdL       | 3+0             | 0               | -                  | -                  | -                  | -           | -           | -           | 11     | 0      |
| 2022-2023                | Huddersfield Town        | FLC                      | 33         | 3          | FACup+CdL       | 0+0             | 0               | -                  | -                  | -                  | -           | -           | -           | 33     | 3      |
| 2023-2024                | Huddersfield Town        | FLC                      | 11         | 0          | FACup+CdL       | 0+0             | 0               | -                  | -                  | -                  | -           | -           | -           | 11     | 0      |
| Totale Huddersfield Town | Totale Huddersfield Town | Totale Huddersfield Town | 52         | 3          |                 | 3               | 0               |                    | -                  | -                  |             | -           | -           | 55     | 3      |
| Totale carriera          | Totale carriera          | Totale carriera          | 310+5      | 24         |                 | 36              | 2               |                    | -                  | -                  |             | 23          | 0           | 374    | 26     |